# Sala Gaspar
La Sala Gaspar fue una galería de arte fundada en 1909 por Joan Gaspar Xalabarder, ubicada en la calle Consejo de Ciento de Barcelona. En la actualidad se puede apreciar una placa conmemorativa en el número 323 de dicha calle, ubicación del antiguo local.
La sala empezó a partir de un negocio-tienda de marcos, vidrios, reproducciones y grabados que, a medida que fue entrando en el mundo artístico, se especializó. Comprometida con los movimientos artísticos vanguardistas, promovió las actividades del Club 49 y exposiciones de artistas como Pablo Picasso, Salvador Dalí, Joan Miró, Antoni Clavé, Antoni Tàpies, Marc Chagall, Georges Braque, Eduardo Chillida, Andreu Alfaro, Alexander Calder y Alexei von Jawlensky. También contribuyó a la difusión por Norteamérica del arte catalán con diversas exposiciones de los artistas catalanes más representativos. En 1988 fue galardonada con la Creu de Sant Jordi de la Generalidad de Cataluña.
Después de la Guerra Civil, la sala estuvo gestionada por su hijo y por su sobrino, Miquel Gaspar Paronella y Joan Gaspar Paronella respectivamente. La galería cerró en 1996 pero la familia continuó con varios proyectos del mundo del arte. 
En 1992 Joan Gaspar Farreras, sobrino-nieto de Joan Gaspar Xalabarder e hijo de Joan Gaspar Paronella, abrió la Galería Joan Gaspar en la Plaza Doctor Letamendi - trasladada en el 2018 a Consejo de Ciento 284, frente al antiguo local de la Sala Gaspar. Por otro lado, en 2013 Ana Gaspar y Moishan Gaspar, nieta y bisnieto del fundador, abrieron una nueva Sala Gaspar que actualmente está cerrada.